# 小穗发草
小穗发草（学名：Deschampsia cespitosa var. microstachya）为禾本科发草属下的一个变种。